# Lista de bandeiras de Montenegro

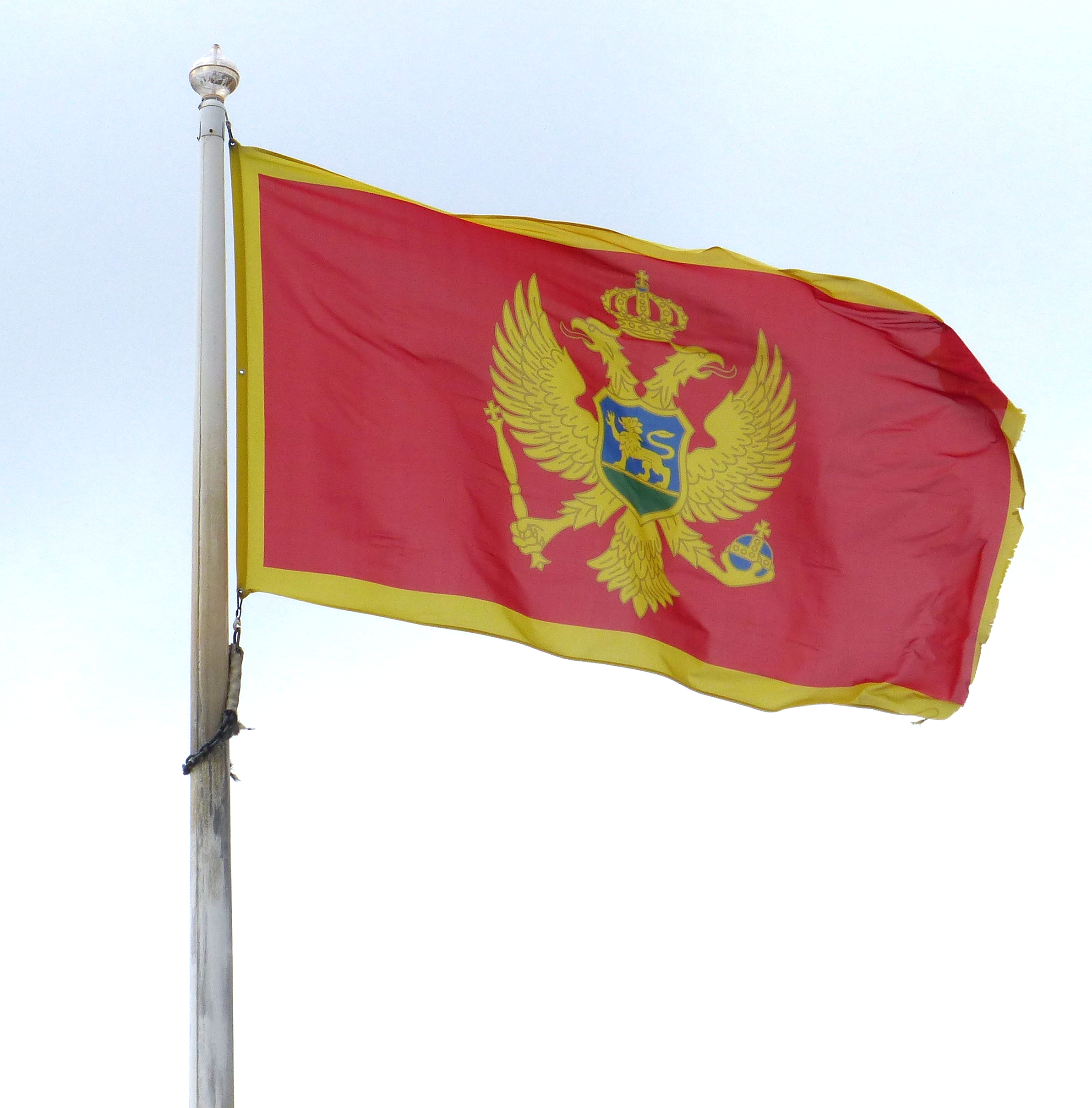
Bandeira de Montenegro acima do Zitadelle em Budva.

Esta é uma lista de bandeiras usadas em Montenegro. Para mais informações sobre a bandeira nacional, acesse o artigo Bandeira de Montenegro.

## Bandeiras Nacionais
| Bandeira | Data            | Uso                                                                   | Descrição                                                                                                |
| -------- | --------------- | --------------------------------------------------------------------- | --- |
|          | 2004 – presente | Bandeira nacional; alferes civil e estadual; Insígnia naval até 2010. | Vermelho com borda dourada e o brasão do estado no meio. Proporção: 1:2. Adotado em 13 de julho de 2004. |
|          | 2004 – presente | Bandeira nacional (vertical)                                          | Vermelho com borda dourada e o brasão do estado no meio.                                                 |

## Estandartes
| Bandeira | Data            | Uso                               | Descrição                                                                                   |
| -------- | --------------- | --------------------------------- | ------------------------------------------------------------------------------------------- |
|          | 2006 – presente | Estandarte do Presidente em Terra | Versão quadrada da Bandeira do Estado, com borda florida                                    |
|          | 2006 – presente | Estandarte do Presidente a bordo  | Versão quadrada da Bandeira do Estado, substituindo o vermelho pelo azul, uma borda florida |

## Militares
| Bandeira | Data            | Uso                                 | Descrição |
| -------- | --------------- | ----------------------------------- | --- |
|          | 2010 – presente | Bandeira do Exército de Montenegro. | Fundo vermelho com o logotipo das Forças Armadas de Montenegro e o tradicional lema "Čojstvo i Junaštvo" (traduzido aproximadamente como "Humanidade e Coragem"), com bordas douradas.               |
|          | 2010 – presente | Insígnia naval de Montenegro.       | Azul com a bandeira nacional como cantão, ocupando 2/5 de sua largura e 1/2 de seu comprimento com uma âncora branca entrelaçada com três linhas representando a superfície da água no lado direito. |
|          | 2010 – presente | Jaque naval de Montenegro.          | Brasão de Montenegro sobre fundo azul, com bordas douradas. |

## Bandeiras Municipais
| Bandeira | Data            | Uso                       | Descrição |
| -------- | --------------- | ------------------------- | --- |
|          | 2006 - presente | Bandeira de Podgorica.    | Duas listras horizontais azuis e uma linha quebrada que foi posicionada acima de duas listras horizontais sobre fundo branco. |
|          | 2006 - presente | Bandeira de Cetinje.      | Pattée cruzado branco sobre fundo vermelho. |
|          | 2006 - presente | Bandeira da Barra.        | A bandeira é dividida horizontalmente em azul-amarelo-verde-amarelo-azul. |
|          | 2006 - presente | Bandeira de Berane.       | A bandeira está com o brasão municipal ao centro sobre fundo branco. |
|          | 2006 - presente | Bandeira de Bijelo Polje. | O fundo é azul claro com o brasão do município ao centro. |
|          | 2006 - presente | Bandeira de Budva.        | Fundo azul com três estrelas douradas. |
|          | 2006 - presente | Bandeira de Danilovgrado. | Fundo branco com o brasão ao centro. |
|          | 2006 - presente | Bandeira de Gusinje.      | Fundo azul claro com o brasão ao centro. |
|          | 2006 - presente | Bandeira de Herceg Novi.  | O brasão do município é constituído por um escudo triangular heráldico azul sobre o qual se encontra uma torre prateada com paredes de pedra e parapeito. A bandeira consiste em um campo branco com uma cruz vertical colocada no centro, com contorno azul em dourado.                                                       |
|          | 2009 - presente | Bandeira de Kotor.        | A bandeira é bicolor, com um pequeno emblema localizado no meio. O campo da bandeira é dividido em dois painéis quadrados em proporções iguais, brancos na haste e vermelhos na mosca. O vermelho lembra a cor principal dos braços. O centro geométrico da bandeira é carregado com os braços menores colocados num medalhão. |
|          | 2012 – presente | Bandeira de Mojkovac.     | A bandeira é monocromática, de cor azulada, com rebordo dourado e elementos do brasão (o monumento, uma moeda de Brskovo, e dois martelos mineiros e a Ponte Velha), que reflectem o património cultural e histórico, localizado no meio do campo da bandeira.                                                                 |
|          | 2004 - presente | Bandeira de Nikšić.       | A bandeira é azul com o brasão municipal. |
|          | 2013 - presente | Bandeira de Petnjica.     | A bandeira é branca, tendo ao centro o emblema do município. A linha azul próxima à parte inferior da bandeira simboliza os recursos hídricos do município. A linha verde próxima ao topo da bandeira simboliza o ambiente natural do município, com paisagens bem preservadas e terras férteis.                               |
|          | 2006 - presente | Bandeira de Plav.         | A bandeira é azul, bordada em ouro, com emblema bordado ao centro. |
|          | 2006 - presente | Bandeira de Rožaje.       | A bandeira é dividida verticalmente em branco e verde com o brasão municipal ao centro. O branco representa a paz, enquanto o verde representa os recursos naturais do município. |
|          | 2006 - presente | Bandeira de Šavnik.       | A bandeira é dividida em azul e branco com o brasão no meio. |
|          | 2004 – presente | Bandeira de Tivat.        | A bandeira municipal é azul clara com o brasão ao centro. |
|          | 2018 – presente | Bandeira de Tuzi.         | A bandeira municipal é azul clara com o brasão ao centro. |
|          | 2006 – presente | Bandeira de Ulcinj.       | A bandeira municipal é branca com o brasão ao centro. |
|          | Desconhecido    | Bandeira de Žabljak.      | A bandeira municipal é branca com o brasão ao centro. |

## Bandeiras de Grupos Étnicos
| Bandeira | Data            | Uso                                               | Descrição                                                                 |
| -------- | --------------- | ------------------------------------------------- | ------------------------------------------------------------------------- |
|          | 2004 - presente | A bandeira nacional dos bósnios em Montenegro.    | Fundo branco com o brasão no meio.                                        |
|          | 2008 - presente | As bandeiras nacionais dos sérvios em Montenegro. | Tricolor horizontal de vermelho, azul e branco com cruz dourada pattée.   |
|          | 2020 – presente | A bandeira nacional dos albaneses em Montenegro.  | Um campo vermelho com uma águia preta de duas cabeças no centro.          |
|          | 2020 – presente | A bandeira nacional dos croatas em Montenegro.    | Um tricolor horizontal de vermelho, branco e azul com o brasão no centro. |
|          | 2020 – presente | A bandeira nacional do povo cigano em Montenegro. | Bicolor horizontal de azul e verde com uma roda vermelha.                 |

## Bandeiras Históricas

### Bandeiras Nacionais
| Bandeira | Data      | Uso                                                              | Descrição |
| -------- | --------- | ---------------------------------------------------------------- | --- |
|          | 1040–1189 | Bandeira do estado medieval montenegrino Dóclea                  | Bandeira vermelha com faixa diagonal dourada                                                                 |
|          | 1356–1496 | Bandeira do estado medieval montenegrino Zeta                    | Bandeira vermelha com águia dourada de duas cabeças                                                          |
|          | 1516–1852 | Bandeira do Príncipe-Bispado de Montenegro                       | Pattée cruzado branco sobre fundo vermelho.                                                                  |
|          | 1767-1773 | Bandeira do Montenegro durante o reinado de Estêvão, o Pequeno   | Fundo branco com bordas vermelhas.                                                                           |
|          | 1852-1860 | Bandeira do Principado de Montenegro sob Daniel I                | Bandeira vermelha com águia de duas cabeças branca                                                           |
|          | 1860–1905 | Bandeira do Principado de Montenegro sob Nicolau I               | Bandeira vermelha com águia de duas cabeças branca                                                           |
|          | 1905–1918 | Bandeira do Reino de Montenegro                                  | Bandeira nacional do Principado (1905–10) e do Reino de Montenegro (1910–18). Tricolor vermelho-azul-branco. |
|          | 1945–1993 | Bandeira do Estado da República Popular/Socialista de Montenegro | Tricolor tradicional vermelho-azul-branco com a estrela vermelha comunista.                                  |
|          | 1993–2004 | Bandeira do Estado da República de Montenegro                    | Vermelho-branco-azulado com largura igual, com "azulado" (plavetna/плаветна) significando azul claro.        |

### Bandeiras Reais
| Bandeira | Data                                           | Uso                                                                                       | Descrição |
| -------- | ---------------------------------------------- | ----------------------------------------------------------------------------------------- | --- |
|          | Século XVI                                     | Veado da Casa de Crnojević                                                                | Bandeira durante o regime da Casa de Crnojević no Principado de Zeta/Montenegro (1451–1516). |
|          | governo teocrático da Dinastia Petrović-Njegoš | Bandeira dos Príncipes-Bispos de Montenegro e Metropolitas de Cetinje da Casa de Petrović | Cruz vermelha ortodoxa em um campo branco com borda vermelha. Representa a virtude altamente cristã dos povos submetidos e o desejo de lutar contra o Islã invasor. Adotado durante a Grande Guerra Turca no final do século XVII. |
|          | c. 1852                                        | Padrão principesco                                                                        | Bandeira da corte e estandarte principesco durante o regime de Daniel II Petrović-Njegoš. |
|          | 1861–1900                                      | Padrão principesco                                                                        | Bandeira da corte e estandarte principesco durante o regime de Nicolau I Petrović-Njegoš. |
|          | 1910–1918                                      | Estandarte Real do Rei de Montenegro                                                      | O leão foi substituído pela cifra de HI. A coroa foi alterada de principesca para real. |

### Insígnias Civis
| Bandeira | Data                                               | Uso | Descrição |
| -------- | -------------------------------------------------- | --- | --- |
|          | 1905-1918, usado durante a Segunda Guerra Mundial  | Bandeira civil de Montenegro (1905-1918), usada durante a ocupação italiana e alemã de Montenegro na Segunda Guerra Mundial (1941-1944). | Igual à bandeira da Sérvia. Bandeira civil do Principado e do Reino de Montenegro, da constituição de 1905. |
|          | 1881-1916                                          | Bandeira da Insígnia Civil | Tricolor com a cifra cirílica НІ (ou seja, NI) do Príncipe Nicolau I encimada por uma coroa dourada no centro. Como os proprietários e a tripulação dos cruzadores Ulcinj de Montenegro eram muçulmanos, Nikola mudou a bandeira para não ofender o Islã.                                          |
|          | 1881–1916                                          | Bandeira da Insígnia Civil | Versão da Bandeira Civil que foi predominantemente utilizada. O uso estendeu-se além do propósito principal até mesmo ao da bandeira nacional. |
|          | final de 1880-início de 1881                       | Bandeira da Insígnia Civil | Bandeira tricolor com a cruz da bandeira de guerra (krstaš-barjak) com as iniciais de Nicolau inscritas no cantão; listras baseadas na bandeira nacional nacional. |
|          | início da década de 1880 - final da década de 1880 | Bandeira da Insígnia Civil | Vermelho-branco-vermelho dividido horizontalmente com a cruz da bandeira de guerra (krstaš-barjak) com as iniciais de Nicolau inseridas no cantão; baseado na bandeira naval da Áustria-Hungria de acordo com as linhas de código da marinha dálmata sancionadas pelo Congresso de Berlim de 1878. |

### Bandeiras Militares
| Bandeira | Data                                       | Uso                                                   | Descrição |
| -------- | ------------------------------------------ | ----------------------------------------------------- | --- |
|          | 1876–78                                    | Bandeira de guerra, bandeira civil                    | A bandeira de guerra montenegrina usada na Batalha de Vučji Do (1876) era vermelha com uma cruz branca no centro e uma borda branca. Esta bandeira foi usada em Cetinje em 1878, após o reconhecimento da independência do Principado de Montenegro pelo Império Otomano em Santo Estêvão. |
|          | Século XIX                                 | Bandeiras navais montenegrinas do final do século XIX | As bandeiras navais e insígnias civis montenegrinas durante o governo do príncipe Nicolau I de Montenegro. |
|          | Início do Século XIX – 1880                | Insígnia naval (não oficial)                          | Bandeira branca com uma cruz de São Jorge vermelha. Inspirado na bandeira naval britânica desde a tomada do porto de Kotor pela marinha britânica em 1814 durante a guerra entre os montenegrinos e o Império Francês.                                                                     |
|          | Reinado do Príncipe Danilo Petrović-Njegoš | Veado de Guerra do Exército Príncipe Danilo           | Bandeira significando uma unidade de 1.000 homens; campo vermelho com a águia bicéfala e as iniciais do Príncipe Danilo I. Alaj-barjak do Príncipe Danilo, significando o comando supremo do exército montenegrino.                                                                        |
|          | Reinado do Príncipe Danilo Petrović-Njegoš | Veado de Guerra no Exército do Príncipe Danilo        | Bandeira significando uma unidade de 100 homens; campo vermelho com a tradicional Cruz Montenegrina de São Jorge e as iniciais de Danilo I. Introduzido pelo Príncipe Danil durante suas reformas marciais. Baseado na antiga bandeira tribal montenegrina.                                |

## Bandeiras Políticas
| Bandeira | Data                 | Partido | Descrição |
| -------- | -------------------- | --- | --------- |
| Atuais   |                      | |           |
|          | 2020 – presente      | Reconstrução da bandeira usada pelos Verdes Montenegrinos amplamente utilizada pelos nacionalistas montenegrinos. |           |
| Antigas  |                      | |           |
|          | 1943-1991            | Liga dos Comunistas de Montenegro                                                                                 |           |
|          | Décadas de 1920-1940 | Bandeira usada pelos Verdes Montenegrinos                                                                         |           |